# Columbus (Wisconsin)
Columbus è una città degli Stati Uniti d'America, situata in Wisconsin, nella Contea di Columbia e in parte nella Contea di Dodge.